# Просвіта на Далекому Сході
«Просвіта» — українська громадська організація на території Зеленого Клину і в Манчжурії, що діяла з невеликими перервами в 1917—1945 роках.

## Перші спроби створення «Просвіти»
Українське національне життя на Зеленому Клині та в Маньчжурії розвивалося нерівномірно. До 1917 р. воно мало виключно культурно-просвітницьку спрямованість і концентрувалось в Українському клубі в Харбіні та драматичних гуртках, що виникали в українських скупченнях, розташованих вздовж залізниці. У Примор'ї центром громадського життя того періоду були «Студенческое общество украинцев» при Східному інституті на чолі з К. Андрущенко та гурток при Народному Домі у Владивостоці.
Члени Студентського Товариства ставили театральні вистави, провадили українську агітацію, виписували книжки й часописи і деякий час — під керуванням Б. Воблого — були досить активними у громадському і культурному житті. Першою ж і, на жаль, невдалою спробою створення національного об'єднання українців на Зеленому Клині було намагання організувати «Просвіту» у 1906 р. в м. Микольськ-Уссурійському.
Ще одна така спроба була зроблена 9 лютого 1910 р., коли від імені фундаторів: міщанина Петра Хоменка, купця Сергія Ніжинецького, селянина Йосипа Переверзєва-Разсуди, поштово-телеграфного чиновника Захарія Шевченка та наглядача телеграфа Івана Кривоноса військовому губернатору Приморської області було подане прохання щодо затвердження статуту товариства «Просвіта». Це прохання було розглянуто «Приморским областным по делам об обществах и союзах присутствием» 23 лютого 1910 р., яке прийняло наступне рішення: «усматривая из представленного устава общества „Просвита“…., что цель общества направлена исключительно к объединению украинцев и, что подобное объединение, ведущее к обособленности украинцев, может вызвать враждебную рознь в среде других групп населения, а потому общество с такими целями должно быть признано угрожающим общественному спокойствию и безопасности, постановило в регистрации означенного устава отказать».
Отже, за цих умов деякий час товариство в Микольськ-Уссурійському діяло нелегально. Таємно діяв і український гурток в Імані (нині — м. Дальнєреченськ Приморського краю).
На всій території Зеленого Клину тільки в Благовіщенську вдалося в ті роки отримати дозвіл на відкрите ведення української роботи, коли в 1911 р. був затверджений статут «Українського Клубу».
Як свідчать архівні жандармські документи активну роботу перед першою світовою війною проводив нелегальний український гурток при Народному Домі у Владивостоці. Серед відомих жандармському управлінню членів гуртка були: Антонюк, Лемішко, Федорів, Яценко, Печінко, Іващенко, Ткалич, Костяєв, Глушко та Мостіпан.
Гурток підтримував тісні контакти з українським громадами в діаспорі, передплачував українські видання, ставив спектаклі тощо.

## Зелений Клин
11-14 червня 1917 р. в м. Микольськ-Уссурійському I-го Загального Всеукраїнського з'їзду діячів і громадянства Далекого Сходу. У роботі з'їзду взяли участь 53 представники понад 20 громадських (громад, кооперативів, вчительських спілок тощо) та військових організацій. Крім того, в роботі окремих секцій (загалом на з'їзді працювали національна, шкільна, фондова та організаційна секції) брали участь біля ста українців з правом дорадчого голосу. Аналіз наявних джерел дає підстави стверджувати, що саме з цього першого з'їзду почалась активна планова українська робота на Далекому Сході.
З'їздом були прийняті рішення про відкриття гуртків товариства «Просвіта», філій громад, заснування шкіл і бібліотек, розповсюдження друкованого слова, організацію українського війська.
7-12 квітня 1918 р. в Хабаровську під проводом голови Владивостокської «Просвіти» Ю. Глушко-Мови відбувся III-й Далекосхідний Український з'їзд.
Згідно з рішенням з'їзду на всій території Далекого Сходу було створено десять окружних рад. А саме:
- Благовіщенська — громади в Миколаївську, Волковську, Костянтиноградівці, Верхній Полтавці, Черкасівці та Український клуб у Благовіщенську;
- Владивостоцька — громади в Кнєвічах, Новокиївці та Посьєті;
- Микольськ-Уссурійська — «Просвіта», кооперативи, спілки, видавництво, громади в с. Михайлівка, Монастирище, Онисівка, Григорівка;
- Свобідненська — «Просвіта», кооператив «Хлібороб», громади у Слободі, на ст. Бочкарьово, Кондратьєво, Сковородино, с. Вел. Саванці, Білоногівці, Добрянці та ін.;
- Хабаровська — «Просвіта», споживче товариство «Запорожець», громади у с. Лермонтовка, на ст. Вяземська та ін.

Значно слабкішими організаційно були Сахалінська та Камчатська округи. До складу останньої входила лише одна громада в Петропавловську. Сахалінська окружна Рада знаходилася у Миколаєвську-на-Амурі — тут існували громади на рибних промислах, в тому числі і на Сахаліні, а також дві рибацькі кооперативні артелі, «Зелений гай» та «Україна». Крім того, були засновані Забайкальська та Іманська окружні ради.
До 1921 рр. на всій території Далекого Сходу культурно-освітня праця українства поєднувалась з політичною. Однак, із встановленням на Приморщині та Амурщині влади більшовиків українське суспільне життя було ліквідоване у всіх проявах. 5-13 січня 1924 р. в Читі відбувся процес над діячами українського національного руху, яких було звинувачено у зв'язках з японцями, намірах відірвати Далекий Схід від РСФСР і т. ін. 14 з них засудили на різні терміни позбавлення волі.

## Манчжурія
Єдиним центром суспільно-культурницького та громадсько-політичного життя українців залишалася Маньчжурія, куди перебралось багато діячів з України та Зеленого Клину.
14 липня 1926 р. було засновано товариство «Січ», перейменоване 2 грудня 1928 р. у «Просвіту». 14 червня 1930 р. Харбінська «Просвіта» отримала грамоту від централі «Просвіти» у Львові і право називатися її відділом. Ці організації постали фактично як гуртки при американській організації IMKA, керівництво якої (секретарем IMKA був А. Гризов — сибіряк-обласник, колишній редактор часопису «Последние известия», що видавався у Владивостоці) погодилося на створення гуртка за умови його неполітичності та сплати членских внесків до IMKA. Справа в тому, що американці, як і інші іноземці, мали право екстериторіальності, що дозволило пізніше створити відділ «Просвіти» в Ханькоу. Фактично від 1926 р. до осені 1931 р. «Просвіта» була єдиною активною суто національною організацією на всьому Далекому Сході. Голова «Просвіти» в цей період — І. Паславський.
Після захоплення Японією північно-східного Китаю і утворення у 1932 р. васальної держави Маньжоу-Го, українське життя припинилося, проте вже наприкінці 1933 р. (15 листопада) громаді повернули Український Дім, де зосередились деякі старі та заново створені українські організації — «Просвіта», Союз українських емігрантів, Українська національна громада, Спілка української молоді, Союз українських учителів та ін.
У 1935 р. Український національний дім був переданий у відання створеної тоді ж для всіх українців Маньчжурії централі — Української Національної Колонії (УНК). Співзасновниками останньої стали всі основні українські організації Маньчжурії. Восени 1936 р. японська військова місія в Харбіні видала розпорядження про ліквідацію принципу виборності в структурі колонії. Її начальником був призначений Ю. Рой, а його заступником В. Кулябко-Корецький. Від цього часу в житті колонії дедалі виразніше практикувалися авторитаризм і централізм, що проявилося, зокрема, в активному сприянні її керівництва забороні японцями 1937 р. діяльності всіх українських організацій, крім самої УНК.
Серед ліквідованих у 1937 р. за розпорядженням Ю. Роя організацій була й «Просвіта». Товариство відновило свою регулярну роботу лише у 1943 р., коли на чолі УНК став інж. О. Вітковський. Організоване українське життя в Маньчжурії перестало існувати із вступом у 1945 р. радянських військ.